# Upper Togiak Lake
Der Upper Togiak Lake ist ein See glazialen Ursprungs im Südwesten von Alaska.
Der Upper Togiak Lake befindet sich äußersten Osten des Togiak National Wildlife Refuge. Er besitzt eine Wasserfläche von 6,9 km². Ein Schwemmkegel am östlichen Ufer gliedert den See in ein nördliches und in ein südliches Seebecken. Der See befindet sich in einem Tal, das die östlich gelegenen Wood River Mountains von den Ahklun Mountains im Westen trennt. Der Upper Togiak Lake liegt auf einer Höhe von 92 m. Die Wassertiefe im nördlichen Seeteil beträgt 67 m, im südlichen 54 m. Der See ist ein Relikt der Vergletscherung im späten Pleistozän.
Der Togiak Lake wird vom Izavieknik River, der zum südlich gelegenen Togiak Lake fließt, in südlicher Richtung durchflossen.